# Al Akhbar (Maroc)
Pour les articles homonymes, voir Al-Akhbar.
Al Akhbar est un quotidien marocain arabophone, fondé en 2012 par Rachid Niny et publié par l'entreprise Awal Media depuis,.

## Diffusion
En 2014, la diffusion payée d'Al Akhbar est de 60 000 exemplaires. En 2016, le journal est le principal quotidien arabophone au Maroc, avec en moyenne 45 000 numéros vendus par jour.